# Chinese kortteenleeuwerik
De Chinese kortteenleeuwerik (Calandrella dukhunensis) is een vogel uit de familie van de leeuweriken (Alaudidae). Deze soort wordt ook wel beschouwd als ondersoort van de (gewone) kortteenleeuwerik (C. b. dukhunensis).

## Kenmerken
De Chinese kortteenleeuwerik lijkt sterk op de (gewone) kortteenleeuwerik die 14-16 centimeter lang is. Deze soort is echter groter, heeft langere vleugels en een relatief kleine snavel. De Chinese soort is verder donkerbruin en zwaarder gestreept van boven en het verenkleed van onder is heel licht roodbruin. De poten zijn donker.

## Verspreiding en leefgebied
De soort broedt in oostelijk Mongolië en centraal China. Het is een trekvogel die overwintert in Zuid-China en India. Het leefgebied bestaat uit open, droog, licht heuvelend landschap met lage struikvormige vegetatie afgewisseld met kaal zand en rotsen, maar ook wel op braakliggend bouwland.

## Status
De Chinese kortteenleeuwerik heeft een groot verspreidingsgebied. De grootte van de wereldpopulatie is niet gekwantificeerd. Men veronderstelt dat de populaties min of meer stabiel in aantal zijn. Om deze redenen staat de soort als niet bedreigd op de Rode Lijst van de IUCN.